# River Ridge
River Ridge és una població dels Estats Units a l'estat de Louisiana. Segons el cens del 2000 tenia 14.588 habitants.

## Demografia
Segons el cens del 2000, River Ridge tenia 14.588 habitants, 6.030 habitatges, i 4.082 famílies. La densitat de població era de 1.997,3 habitants/km².
Dels 6.030 habitatges en un 27,8% hi vivien nens de menys de 18 anys, en un 53,8% hi vivien parelles casades, en un 10,9% dones solteres, i en un 32,3% no eren unitats familiars. En el 27,9% dels habitatges hi vivien persones soles el 10,1% de les quals corresponia a persones de 65 anys o més que vivien soles. El nombre mitjà de persones vivint en cada habitatge era de 2,42 i el nombre mitjà de persones que vivien en cada família era de 2,99.
Per edats la població es repartia de la següent manera: un 22,7% tenia menys de 18 anys, un 6,9% entre 18 i 24, un 28,4% entre 25 i 44, un 25,6% de 45 a 60 i un 16,5% 65 anys o més.
L'edat mediana era de 41 anys. Per cada 100 dones de 18 o més anys hi havia 88,6 homes.
La renda mediana per habitatge era de 46.286 $ i la renda mediana per família de 58.139 $. Els homes tenien una renda mediana de 44.211 $ mentre que les dones 28.285 $. La renda per capita de la població era de 27.088 $. Entorn del 6,7% de les famílies i el 8,9% de la població estaven per davall del llindar de pobresa.

## Poblacions més properes
El següent diagrama mostra les poblacions més properes.